# 마리아 크리스티나 디 사보이아 왕녀
마리아 크리스티나 디 사보이아(이탈리아어: Maria Cristina di Savoia, 1812년 11월 14일 ~ 1836년 1월 21일)는 양시칠리아 왕국의 페르디난도 2세 국왕의 첫 번째 왕비이다.
칼리아리에서 사르데냐 왕국의 군주 비토리오 에마누엘레 1세의 여섯번째 딸로 태어났다. 1832년 11월 21일 페르디난도와 결혼했으나 소극적이고 내성적인 그녀는 남편과 성격이 잘 맞지 않았다. 1836년 아들 프란체스코(훗날의 프란체스코 2세)를 낳고 며칠 뒤 죽었다.
| 전임 스페인의 마리아 이사벨 | 양시칠리아의 왕비 1832년 ~ 1836년 | 후임 마리아 테레사 이사벨 다스부르고테셴 |